# Campeonato Europeo de Curling Masculino de 2020
El XLVI Campeonato Europeo de Curling Masculino se iba a celebrar en Lillehammer (Noruega) entre el 21 y el 28 de noviembre de 2020 bajo la organización de la Federación Mundial de Curling (WCF) y la Federación Noruega de Curling. Pero debido a la pandemia de COVID-19 el evento fue cancelado.